# 迷走
『迷走』（めいそう）は、佐久間学の4枚目のアルバム。

## 内容
前作に続き月光恵亮が全曲のプロデュースを、坂井紀雄がベース・編曲を担当した。裏ジャケットでは佐久間が乱れたケーキを乱暴に扱う行動をとったものである。「KEEP ME'S DHISTANCE」は後に、リカット。

## 批評
CDジャーナルは「余裕と頼もしさを獲得しつつある男像になってて、成長と呼びたい。」と評する一方、「サビで英語に逃げる曲が多い」という厳しい評価も出た。

## 収録曲
全曲　作詞・作曲：佐久間学　編曲：坂井紀雄
1. BROKEN GRASS
2. 君を守りたい
3. ハローガール
4. FROZEN LOVE
5. ガラクタみたいに
6. BYE BYE DREAMER
7. KEEP ME'S DISTANCE
8. Standing on the Dream & Sun
9. WHO IS CRYING NOW
10. Underground Cinderella Girl
11. GRADUATION

## レコーディング参加
- 佐久間学 - ボーカル、ハーモニカ
  - 神長弘一 - ギター[2]
  - 土方隆行 - ギター[2]
  - 坂井紀雄 - ベース、パーカッション、コーラス[2]
  - 青山純 - ドラム[2]
  - 渡嘉敷祐一 - ドラム[2]
  - 乃澤大二郎 - キーボード[2]
  - 前野知常 - キーボード[2]